# Rourea pseudospadicea
Rourea pseudospadicea är en tvåhjärtbladig växtart som beskrevs av Schellenb. och Frederico Carlos Hoehne. Rourea pseudospadicea ingår i släktet Rourea och familjen Connaraceae. Inga underarter finns listade i Catalogue of Life.